# None of Your Concern
None of Your Concern è un singolo della cantante statunitense Jhené Aiko pubblicato il 15 novembre 2019 come secondo singolo dell'album in studio del 2020, Chilombo.

## Descrizione
Il singolo vede la partecipazione del rapper statunitense Big Sean e cori non accreditati di Ty Dolla Sign. Il brano è la seconda collaborazione tra Jhené Aiko e Big Sean da quando hanno terminato la loro relazione, la prima è stata nel singolo di Sean Single Again. L'ex coppia riflette sulla loro relazione fallita e decide come andare avanti. Sean parla del dolore nel vedere Aiko andare avanti e di come sente la sua mancanza.

## Video musicale
Il video musicale del brano è stato pubblicato il giorno successivo su YouTube e a novembre 2020 conta più di 40 milioni di visualizzazioni.

## Tracce
Testi e musiche di Jhené Chilombo, Sean Anderson, Brian Warfield, Maclean Robinson.
1. None of Your Concern (feat. Big Sean) – 4:19

## Classifiche
| Classifiche (2020)        | Posizione massima |
| ------------------------- | ----------------- |
| Regno Unito               | 97                |
| Stati Uniti               | 55                |
| Stati Uniti (R&B/Hip-Hop) | 26                |